# Double Date
Double Date was een zangduo bestaande uit de een-eiige tweelingzusjes Barbara en Isabelle Kuylenburg (geboren op 22 maart 1980 in Amsterdam). Het duo is vooral bekend van hun uitvoering tijdens de finaleronde van het Nationale Songfestival in 1999. 

## Ontstaan
Double Date is bedacht door de producers Jeff Porter en Jeroen Flamman, beter bekend als Flamman & Abraxas. Op verzoek van de NOS maakten ze een nummer voor het Nationaal Songfestival van 14 maart 1999. Jan Rot werd gevraagd de tekst te schrijven. Het duo klopte aan bij Barbara Kuylenburg, met de vraag of zij het lied wilde zingen. Dit wilde ze, maar alleen als haar zus ook meedeed.
Al toen zij elf jaar oud waren figureerden de zusjes in een speelfilm van Peter Greenaway. Later volgden een fotoreportage voor meidenblad Tina, modellenwerk voor onder meer het Arbeidsbureau en Wehkamp, waren zij gastpresentatrices van Villa Achterwerk en speelden zij als danseressen in twee videoclips. 
Tot en met de vierde klas zaten zij naast elkaar in de banken van de Christelijke Scholengemeenschap Buitenveldert. Toen scheidden hun wegen. Isabelle maakte in 1997 de Havo af en besloot, op zoek naar avontuur, om als vrijwilligster op een kibboets te gaan werken. Barbara, die een jaartje later haar vwo-diploma haalde, kon haar tweelingzusje maar slecht missen en voegde zich bij haar in Israël.

## E-mail to Berlin
Het lied E-mail to Berlin behaalde de nationale finale, maar veroorzaakte daar hilariteit alom. Er waren tijdens de show problemen met de monitoren waardoor niet iedereen zichzelf tijdens het zingen goed kon horen. De tweeling zong daardoor zo vals dat het publiek, de jury en de presentatoren Linda de Mol en Paul de Leeuw vernietigend reageerden. Sommige aanwezigen vermoedden dat het om een grap ging van Bananasplit, versterkt door het feit dat Ralph Inbar in de zaal zat. Het allereerste punt dat tijdens de finale werd uitgedeeld, was een punt voor Double Date. Dit ontlokte aan Paul de Leeuw de droogkomische zinsnede: "Zo, die zijn van de nul af".
Het nummer eindigde op de laatste plaats. Het optreden bezorgde de tweeling echter veel meer publiciteit dan de winnares Marlayne. De weken volgend op de finale van het Nationale Songfestival was Double Date te zien in verschillende televisieprogramma's. Het nummer, waarvan de vocals werden opgenomen in Tel Aviv, werd op single uitgebracht en werd een kleine hit. Een volgende single The Logical Song, een cover van Supertramp, was veel op televisie te zien maar werd geen hit.
Toen de verkiezingen in dat jaar waren voor de Provinciale Staten, werden er grote billboards in heel Nederland opgehangen waarop een foto van de tweeling te zien was, hieronder stond: "Doe meer met je stem"!

## Na het Nationaal Songfestival 1999
In 2000 was Isabelle deelneemster aan het televisieprogramma  Big Brother VIPS.
Barbara heeft op 22 september 2005 haar doctoraalbul  Engelse taal  en cultuur behaald aan de Universiteit van Amsterdam. 
Isabelle behaalde haar diploma Leraar Gezondheidszorg en Welzijn Tweede Graads aan de Hogeschool van Amsterdam en werkt als docent.